# 肿柄杜英
肿柄杜英（学名：Elaeocarpus harmandii）为杜英科杜英属下的一个种。

## 扩展阅读
- 維基物種上的相關：肿柄杜英